# Caminos cruzados
Caminos cruzados es una telenovela mexicana producida por Herval Rossano para Televisa en 1994. Es una adaptación de la telenovela brasileña Todo o nada.
Protagonizada por Mariana Levy y Ariel López Padilla, con las participaciones antagónicas de Margarita Gralia, Carmen Amezcua, David Rencoret, y Eduardo Rivera y con las actuaciones estelares de Roberto Vander, Rosa María Bianchi, Norma Lazareno, Octavio Galindo, Gerardo Murguía, Mercedes Molto, Odiseo Bichir y la presentación en las telenovelas de Arath de la Torre.

## Argumento
Patricia, una mujer sensible e inteligente, comienza a trabajar en la firma de Ambrosio y de César Augusto (padre e hijo). Ambos se enamoran de ella, pero César Augusto rompe su relación con su novia, Valeria y se casa con ella. Patricia y César Augusto se separarán, sin embargo, se reencontrarán más adelante teniendo vidas totalmente diversas: ella es una mujer trabajadora y él está casado con otra mujer.

## Elenco
- Mariana Levy - Patricia Álvarez
- Ariel López Padilla - César Augusto Jiménez y Cisneros
- Margarita Gralia - Emma Ulloa de Jiménez y Cisneros
- Roberto Vander - Ambrosio Jiménez y Cisneros
- Carmen Amezcua - Mónica Valle
- Octavio Galindo - Pedro Álvarez
- Rosa María Bianchi - Alicia "Licha" Fernández de Álvarez
- Javier Gómez - Mario Santander
- Odiseo Bichir - Orlando Soles
- Isabel Andrade - Celia Álvarez de Soles
- Héctor Cruz Lara - Reynaldo Álvarez
- Norma Lazareno - Gigi Dumont
- Tania Helfgott - Valeria Dumont
- Arath de la Torre - Rubén Soles
- Eduardo Rivera - Diego Aranda
- Gerardo Murguía - Manuel Burgos-Ulloa
- Maricruz Nájera - Elsa
- Dacia Arcaráz - Marilú
- Laura Forastieri - Gaby Morales
- Luis Javier - Leoncio Salazar
- Gastón Tuset - Dr. Steve Miller
- Mercedes Molto - Jacqueline "Jackie"
- Martha Navarro - Silvia Márquez
- Raquel Pankowsky - Inés Fernández
- David Rencoret - Rafael Morales Díaz
- Lucy Tovar - Rocío Navarro
- Eva Prado - Julia Aragón
- Montserrat Gallosa - Elenita Álvarez
- Ana Lilian de la Macorra - Katya
- Ricardo Blume - Olegario Noguere
- Hilda Aguirre - Lilia
- Mónika Sánchez - Lucía
- Vanessa Angers - Odette
- Janet Pineda - Anita Valle
- Marcos Valdés - Carlos Marchand
- Raúl Azkenazi - Pérez
- Mario Carballido - Juan Eduardo Linares
- Janet Ruiz - Sandra Espinoza
- Paulina Lazareno - Marisol
- Claudia Abrego - Jennifer
- Bárbara Córcega - Dulce María
- Clara María Diar - Luisa Aranda
- Surya MacGregor - Olga Burgos
- Eric del Castillo - Roberto
- Patricia Lukin - Rosita
- Claudia Cañedo - Juanita
- Carlos Espinoza - José
- Teo Tapia - Gerardo
- Ricardo Vera - Ramírez
- Anita Klesky - Enfermera
- Rolando Valenzuela
- John Knuckey
- David Guzmán
- Renato Munster
- Claudia Campos
- Graciela Estrada
- Francisco Fandino
- Rubén Morales
- Mario Prudomme
- Darwin Solano
- Nelson Velázquez
- Elías Rubio
- Manuel Benítez

## Versiones
- Caminos cruzados es una adaptación de la telenovela brasileña Todo o nada (Tudo ou nada), producida por Rede Manchete entre 1986 y 1987, dirigida por David Grimberg, Lucas Bueno y Herval Rossano (productor y director de esta versión), y con las actuaciones de Elizângela, Edwin Luisi y Othon Bastos.